# Comercio de pieles

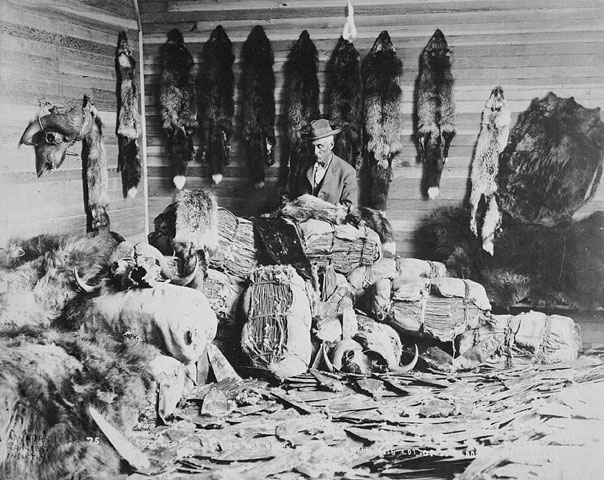
Un comerciante de pieles de Fort Chipewyan (Alberta), Colin Fraser, clasifica zorros, castores, visones y otras pieles preciosas.

El comercio de piel es una industria global dedicada a la captura de animales para utilizar su piel.

## Comercio de piel en Rusia
Antes de la colonización de América, Rusia era el mayor proveedor de pieles de Europa occidental y partes de Asia. Las pieles eran un producto de exportación ruso muy importante desde la Edad Media. En un principio la mayoría de las pieles exportadas eran de castor, lobo, zorro, leopardo, ardilla y liebre. Entre los siglos XVI y XVIII Rusia conquistó Siberia, una región rica en animales de piel. Buscando más animales, Rusia se expandió luego a Alaska. Desde el siglo XVII y hasta la segunda mitad del siglo XIX Rusia fue el mayor proveedor mundial de piel, hasta que Estados Unidos y Canadá se incorporaron al mercado.
El comercio de piel jugó un papel vital en el desarrollo de Siberia, el este de Rusia y la colonización rusa en América.